# David Zayas
David Zayas (15 de agosto de 1962, Puerto Rico) es un actor de cine, teatro y televisión puertorriqueño.

## Biografía
Criado en el barrio del Bronx (Nueva York), Zayas se unió a la Fuerza Aérea de los Estados Unidos, donde adquirió experiencia para convertirse en policía neoyorquino, que le sirvió para papeles más adelante, como por ejemplo al criminal Enrique Morales en Oz (HBO) o al detective Angel Batista en Dexter (Showtime). También ha participado en películas como "Mercenarios" (2010), en la que interpretó al general Garza. 
Es miembro del Labyrinth Theatre Company desde 1992 y fue allí donde conoció a su mujer, Liza Colón-Zayas, con la que reside en Los Ángeles (California).
También ha participado en otros proyectos como en la serie "Gotham" de la Warner Bros., interpretando al mafioso Salvatore Maroni. 
En el 2020 estuvo a lado de Mel Gibson en la película "Fuerza de la Naturaleza". 

## Filmografía

### Cine
| Año  | Título                          | Personaje                                   | Notas                |
| ---- | ------------------------------- | ------------------------------------------- | -------------------- |
| 1997 | Lena's Dreams                   | Jorge                                       |                      |
| 1998 | OK Garage                       | Omar                                        |                      |
| 1998 | Scar City                       | Policía #1                                  |                      |
| 1998 | Return to Paradise              | Construction Foreman                        |                      |
| 1998 | Rounders                        | Trooper Osborne                             |                      |
| 1998 | Bleach                          | Tte. Ballard                                | Corto                |
| 1999 | Bringing Out the Dead           | Policía en elevador                         |                      |
| 1999 | Kingdom Come                    | Desconocido                                 |                      |
| 2000 | The Yards                       | Oficial Jerry Rifkin                        |                      |
| 2001 | Sam the Man                     | Oficial Billy                               |                      |
| 2002 | Washington Heights              | David                                       |                      |
| 2002 | A Gentleman's Game              | Alfred D'Angelo                             |                      |
| 2003 | Anne B. Real                    | Padre de Cynthia                            |                      |
| 2004 | Mimmo & Paulie                  | Paulie                                      | Corto                |
| 2004 | Jailbait                        | Guard                                       |                      |
| 2004 | Brooklyn Bound                  | Popo                                        |                      |
| 2005 | The Interpreter                 | Agente del Servicio Secreto Charlie Russell |                      |
| 2005 | Sangre/Blood                    | Nestor                                      | Corto                |
| 2005 | The Feast of the Goat           | Antonio De La Maza                          |                      |
| 2006 | 16 Blocks                       | Det. Bobby Torres                           |                      |
| 2006 | The Path to 9/11                | Lou Napoli                                  |                      |
| 2006 | Bristol Boys                    | Det. Benson                                 |                      |
| 2007 | Michael Clayton                 | Det. Dalberto                               |                      |
| 2007 | The Savages                     | Eduardo                                     |                      |
| 2009 | Burning Mussolini               | Hector                                      |                      |
| 2009 | Wake                            | Det. Grayson                                |                      |
| 2009 | Flying By                       | Tony                                        |                      |
| 2010 | 13                              | Det. Larry Mullane                          |                      |
| 2010 | Shadowboxing                    | Bill                                        |                      |
| 2010 | The Expendables                 | Gral. Garza                                 |                      |
| 2010 | Skyline                         | Oliver                                      |                      |
| 2013 | Samuel Bleak                    | Ruben Ramírez                               |                      |
| 2014 | Ride                            | Ramon                                       |                      |
| 2014 | Annie                           | Lou                                         |                      |
| 2015 | The Wannabe                     | Pablo Guzmán                                |                      |
| 2016 | Tallulah                        | Det. Richards                               |                      |
| 2017 | Teen Titans: The Judas Contract | Alberto Reyes                               | Voz. Directo a vídeo |
| 2017 | Shine                           | Ramon                                       |                      |
| 2020 | Body Cam                        | Sergeant Kesper                             |                      |
| 2020 | Force of Nature                 | Juan el bautista                            |                      |
| 2021 | R#J                             | Fernando Capulet                            |                      |

### Televisión
| Año           | Título                            | Personaje                              | Notas                               |
| ------------- | --------------------------------- | -------------------------------------- | ----------------------------------- |
| 1995          | Law & Order                       | McGinty                                | "Savages"                           |
| 1996          | New York Undercover               | Paco Martinez                          | "The Enforcers"                     |
| 1996          | Law & Order                       | Raoul Cervantes                        | "Causa Mortis"                      |
| 1997          | Feds                              | Desconocido                            | "Somebody's Lyin'"                  |
| 1998          | Trinity                           | Policía de uniforme #1                 | "...To Forgive, Divine"             |
| 1998          | Law & Order                       | Carlos                                 | "Flight"                            |
| 1999          | Third Watch                       | Motorman                               | "Welcome to Camelot"                |
| 2000          | NYPD Blue                         | Joaquin Enriquez                       | "These Shoots Are Made for Joaquin" |
| 2000          | The Beat                          | Rei Morales                            | 12 Episodios                        |
| 2000          | All My Children                   | Desconocido                            | "13 December 2000"                  |
| 2000-2003     | Oz                                | Enrique Morales                        | 26 Episodios                        |
| 2001          | Wit                               | Code Team Blue Head                    | Película de televisión              |
| 2002          | Law & Order: Special Victims Unit | Det. Milton                            | "Protection"                        |
| 2002          | UC: Undercover                    | Jorge Gonzales                         | "Manhunt"                           |
| 2002          | Guiding Light                     | Guardia de prisión                     | "22 October 2002"                   |
| 2003          | Law & Order                       | John Mireles                           | "Smoke"                             |
| 2003          | Angels in America                 | Super                                  | "Part 2 Perestroika"                |
| 2003          | Undefeated                        | Paulie                                 | Película de televisión              |
| 2005          | Angel                             | Padre de Angel                         | Película de televisión              |
| 2006-2013     | Dexter                            | Angel Batista                          | 96 Episodios                        |
| 2006          | Numb3rs                           | Carlos Costavo                         | "Brutus"                            |
| 2006          | Law & Order: Criminal Intent      | Fire Marshall                          | "On Fire"                           |
| 2007          | Sin rastro                        | Gabriel Molina                         | "Crash and Burn"                    |
| 2007          | Shark                             | Álvarez                                | "Strange Bedfellows"                |
| 2007          | The Closer                        | Brian                                  | "Grave Doubts"                      |
| 2007          | Burn Notice                       | Javier                                 | "Pilot"                             |
| 2008          | Law & Order                       | Det. Justin Cabrera                    | "Submission"                        |
| 2009          | CSI: Miami                        | Ben Porterson                          | "Wolfe in Sheep's Clothing"         |
| 2009          | In Plain Sight                    | Harrison Locke                         | "Rubble with a Cause"               |
| 2010          | Law & Order: Criminal Intent      | Stanley Maas                           | 2 Episodios                         |
| 2012          | Person of Interest                | Ernie Trask                            | "Super"                             |
| 2012          | Grimm                             | Salvadore Butrell                      | "Leave It to Beavers"               |
| 2013          | Deception                         | Frank                                  | "Pilot"                             |
| 2013          | Jodi Arias: Dirty Little Secret   | Det. Esteban Flores                    | Película de televisión              |
| 2013          | The Following                     | Tyson Hernandez                        | "Guilt"                             |
| 2013          | The Blacklist                     | Manny Soto                             | "Frederick Barnes (No. 47)"         |
| 2014          | Saint George                      | Junior                                 | 6 Episodios                         |
| 2014-2015     | Gotham                            | Sal Maroni                             | 8 Episodios                         |
| 2015          | Elementary                        | Juan 'El Gato' Murillo                 | "The Past Is Parent"                |
| 2016          | Bloodline                         | Sheriff Aguirre                        | 7 Episodios                         |
| 2016-2017     | Shut Eye                          | Eduardo Bernal                         | 20 Episodios                        |
| 2017-presente | Blue Bloods                       | Gobernador de Nueva York Martin Méndez | 6 Episodios                         |
| 2018          | Seven Seconds                     | Cap. Carlos Medina                     | "Of Gods and Men", "Until It Do"    |
| 2018          | Chicago P.D.                      | Carlos Mendoza                         | "Endings"                           |
| 2018          | Quantico                          | Charlie                                | "Hell's Gate"                       |
| 2019          | Deadly Class                      | El Alma del Diablo                     | 5 Episodios                         |
| 2020-presente | Next                              | Ignacio                                | 3 Episodios                         |
| 2020          | FBI: Most Wanted                  | Antonio Vargas                         | "Liar’s Poker"                      |
| 2021          | Pose                              | Carlos                                 | "Something Old, Something New"      |
| 2021-2022     | Dexter: New Blood                 | Angel Batista                          | “Runaway” & “Sins of the Father”    |
| 2024          | The Bear                          | David Marrero                          | "Tomorrow" & "Napkins"              |